# Wanda Heger

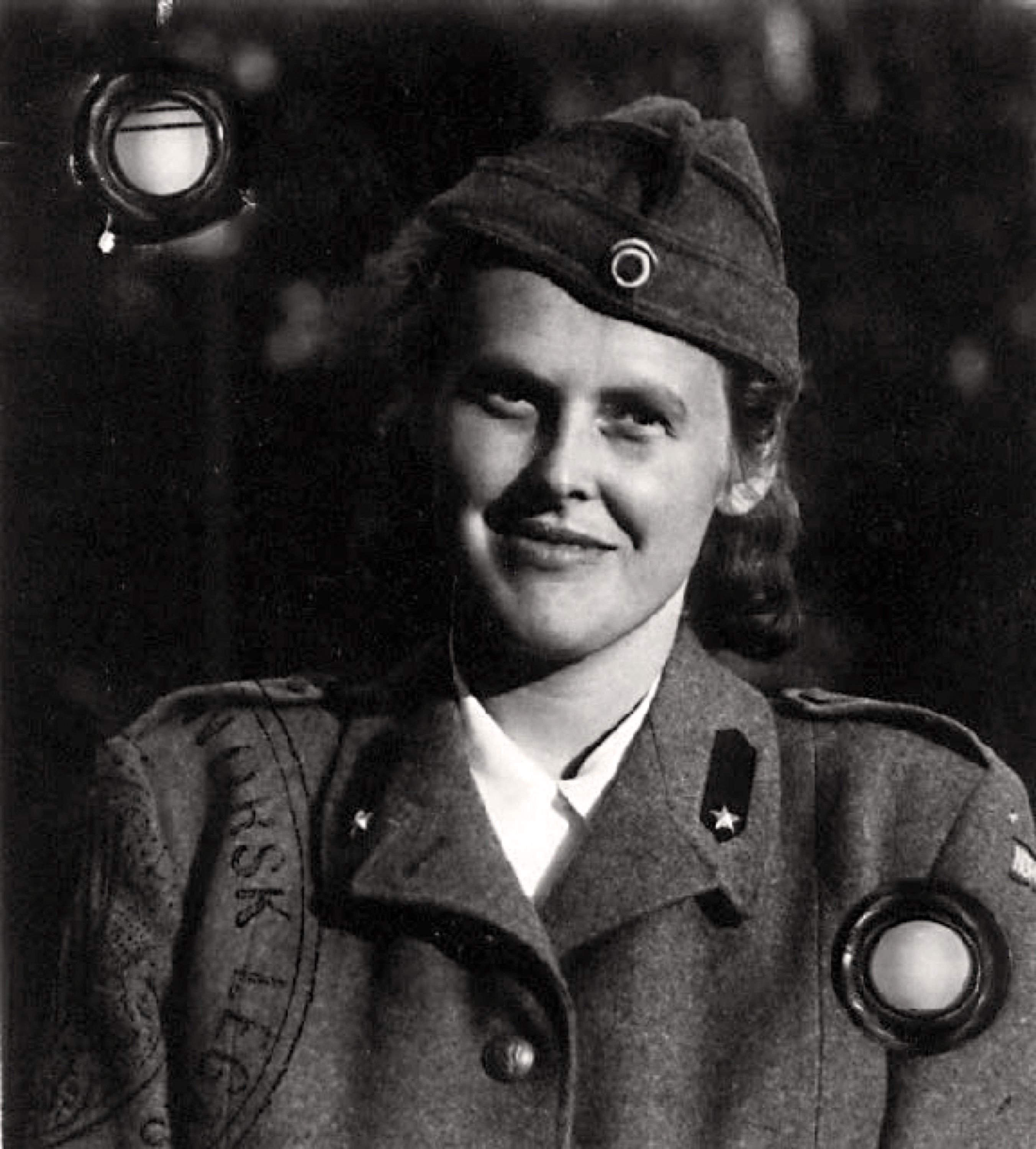
Wanda Heger (1945)

Wanda Maria Heger, geb. Hjort (* 9. März 1921 in Kristiania; † 27. Januar 2017 in Oslo), war eine Norwegerin, die im Zweiten Weltkrieg skandinavische Gefangene in Deutschland unterstützte.
Heger war die Tochter des Rechtsanwalts Johan Bernhard Hjort und kam mit ihm 1942 als Zivilinternierte nach Groß Kreutz, den Besitz der Familie seiner Mutter Wanda Maria von der Marwitz. Kurz darauf begann sie, norwegische und andere skandinavische Gefangene in Sachsenhausen und Ravensbrück zu besuchen und ihnen mit Hilfe des Norwegischen Roten Kreuzes Medikamente und Lebensmittel zu verschaffen. Ihre so gesammelten Informationen mündeten in die Rettungsaktion der Weißen Busse.
Für ihre Rettungsaktion erhielt sie 1985 das Ritterkreuz des Sankt-Olav-Ordens.
1994 wurde ihre Geschichte Teil des Dokumentarfilms Luce, Wanda, Jelena – Es war nicht ihr Krieg von Raimund Koplin und Renate Stegmüller.

## Werke
- Hver fredag foran porten. Einführung und Mitarbeit von Guri Hjeltnes. Gyldendal, Oslo 1984, ISBN 82-05-14937-2.

Deutsch: Jeden Freitag vor dem Tor. Der Bericht der Frau, die im Deutschland der Jahre 1942–1945 vielen skandinavischen Häftlingen in Konzentrationslagern das Leben gerettet und die Rettungsaktion des Grafen Bernadotte ermöglicht hat. Schneekluth, München 1989, ISBN 3-7951-1132-3.